# Cephalopodum badachshanicum
Cephalopodum badachshanicum är en flockblommig växtart som beskrevs av Jevgenij Korovin. Cephalopodum badachshanicum ingår i släktet Cephalopodum och familjen flockblommiga växter. Inga underarter finns listade i Catalogue of Life.